# Cantone di Brûlon
Il Cantone di Brûlon era una divisione amministrativa dell'arrondissement di La Flèche.
È stato soppresso a seguito della riforma complessiva dei cantoni del 2014, che è entrata in vigore con le elezioni dipartimentali del 2015.
Comprendeva i comuni di:
- Avessé
- Brûlon
- Chantenay-Villedieu
- Chevillé
- Fontenay-sur-Vègre
- Maigné
- Mareil-en-Champagne
- Pirmil
- Poillé-sur-Vègre
- Saint-Christophe-en-Champagne
- Saint-Ouen-en-Champagne
- Saint-Pierre-des-Bois
- Tassé
- Viré-en-Champagne